# Dana Hussain Abdul-Razzaq
Danah Hussein Abdul-Razzaq, född 4 februari 1987, är en irakisk friidrottare i löpning, tränad av Yousif Abdul-Rahman. Hon var den enda kvinnliga idrottaren som blev uttagen från Irak till Olympiska sommarspelen 2008, men den 24 juli 2008 beslutade sig IOK för att inte låta Irak delta i OS. Fem dagar senare upphävdes dock bojkotten. Hon löpte 100 meter i Peking och i hennes första rond slutade hon 6:a och kom på tiden 12.36 vilket inte räckte till för att kvalificera sig till den andra ronden.